# Wieczysta
Wieczysta – osiedle w Krakowie stanowiące południowy kraniec dzielnicy III Prądnik Czerwony, niestanowiące jednostki pomocniczej niższego rzędu w ramach dzielnicy.

## Położenie
Osiedle położone jest między ulicami: Aleją Jana Pawła II od strony południowo-wschodniej, Meissnera od strony zachodniej, Ugorek od strony północnej i Ułanów od strony wschodniej. Na wschód od osiedla znajduje się Muzeum Lotnictwa Polskiego oraz Park Lotników Polskich. Na wschodzie, za kompleksem parkowym znajdują się Czyżyny. Na południowy zachód od osiedla znajduje się Dąbie, zaś od północy Ugorek.

## Toponimia
Nazwa osiedla Wieczysta pochodzi bezpośrednio od wcześniejszej nazwy ulicy Wieczystej. Nieznane są dokumenty wyjaśniające pochodzenie nazwy Wieczysta. Próbą wyjaśnienia jest legenda przywołana przez Józefa Ciesielskiego – syna założycieli klubu Wieczysta Kraków – która sugeruje, że nazwa związana jest z istniejącymi tu przejazdami przez linię kolejową i zdarzającymi się na nich wypadkami. Od tych wypadków miało powstać powiedzenie „idziesz na wieczyste” (od odejścia do wieczności), z którego później powstała nazwa Wieczysta.

## Historia
Początków osiedla można się doszukiwać przed II wojną światową. Wtedy też rozpoczęły się przymiarki do budowy bloków robotniczych dla pracowników fabryki Zieleniewskiego na Grzegórzkach. Ich budowa rozpoczęła się jednak dopiero po wojnie przy ulicy, która otrzymała imię Marchewczyka (obecnie ulica Tadeusza Kantora). Wybudowano osiedle sześciu niewielkich bloków.
Tereny, na których później zbudowano Wieczystą, zostały przyłączone do Krakowa w 1941 roku, jako część ówczesnej XLIII dzielnicy katastralnej – Rakowice. Rozwojowi tego obszaru miasta sprzyjała budowa ulicy Mogilskiej i ulicy Wieczystej, późniejszej Alei Planu 6-Letniego – głównej drogi łączącej Kraków z Nową Hutą. W latach 1959–1963 zrealizowano Osiedle Wieczysta, którego głównym projektantem był Władysław Leonowicz, a za projekt urbanistyczny odpowiadali Jerzy Plesner i Janusz Sierosławski. Projekty poszczególnych budynków opracowali m.in. Kazimierz Chodorowski, Stefan Golonka, Andrzej Radnicki, Irena Radnicka oraz Anna Sierosławska. Na osiedlu zlokalizowano największy w owym czasie 8-piętrowy budynek mieszkalny w Krakowie, o długości ponad 180 m. Charakterystyczne dla osiedla również są 8-piętrowe punktowce z ekspresyjnymi dachami i tarasami nad ostatnią kondygnacją budynku. Wszystkie bloki zostały zrealizowane w technologii uprzemysłowienia I stopnia, tj. przy użyciu prefabrykowanych elementów poziomych konstrukcji (stropów, klatek schodowych, schodów). Zabudowa została uzupełniona także o pawilon handlowy „Hermes” zaprojektowany przez A. Fołtyna i J. Węglarskiego, oddany w 1973 roku.
Pod koniec lat 70. XX wieku zapadła decyzja o budowie kolejnego osiedla na podmokłych gruntach należących do kiedyś do rodziny Pieczonków. W tym samym czasie na ulicy Ostatniej rozpoczęli działalność księża Pijarzy, dobudowując do jednego z domów duży barak z blachy, który służył za kościół. Równocześnie rozpoczęto starania o budowę normalnej świątyni.
W połowie lat 80. XX wieku połączono Aleję Planu 6-Letniego z Rondem Młyńskim, budując w oparciu o dawną ulicę Południową szeroki trakt komunikacyjny – ulicę Janusza Meissnera. Przy tej ulicy stanęła plebania nowo powstałej parafii (do niej przeniesiono tymczasowy kościół z ulicy Ostatniej), a w połowie lat dziewięćdziesiątych poświęcono ostateczny już kościół parafialny.
Edukację dla osiedla Wieczysta zapewnia przede wszystkim Szkoła Podstawowa nr 114, wybudowana w architekturze nietypowej „tysiąclatki” i nosząca pierwotnie imię Juliana Marchlewskiego (obecnie Arkadego Fiedlera).

## Wybrane obiekty
Na osiedlu Wieczysta (i w jego najbliższej okolicy) znajdują się:
- kościół Matki Boskiej Ostrobramskiej – duży, ceglany, z bogato zdobioną kaplicą Matki Boskiej Ostrobramskiej oraz dwoma obrazami przedstawiającymi patronkę i Ostatnią Wieczerzę (parafia prowadzona jest przez księży pijarów)
- Parafialny Klub Sportowy Porta
- Szkoła Podstawowa nr 45 im. św. Pauli Montal – Sióstr Pijarek
- Szkoła Podstawowa nr 114
- Zespół Szkół nr 1 im. św. Rafała Kalinowskiego - dawniej Technikum Kolejowe
- Zespół młynów należących do Polskich Zakładów Zbożowych SA (obecnie nieczynne - w tym miejscu jest budowa bloków)
- Klub sportowy KS Wieczysta Kraków (klub posiada dwa boiska)
- Przystanek tramwajowy (linie 4, 5, 9, 10, 52 oraz linia nocna 64)[6]
- Końcowy przystanek autobusowy dla linii 124/424
- Kraków Wieczysta

## Galeria

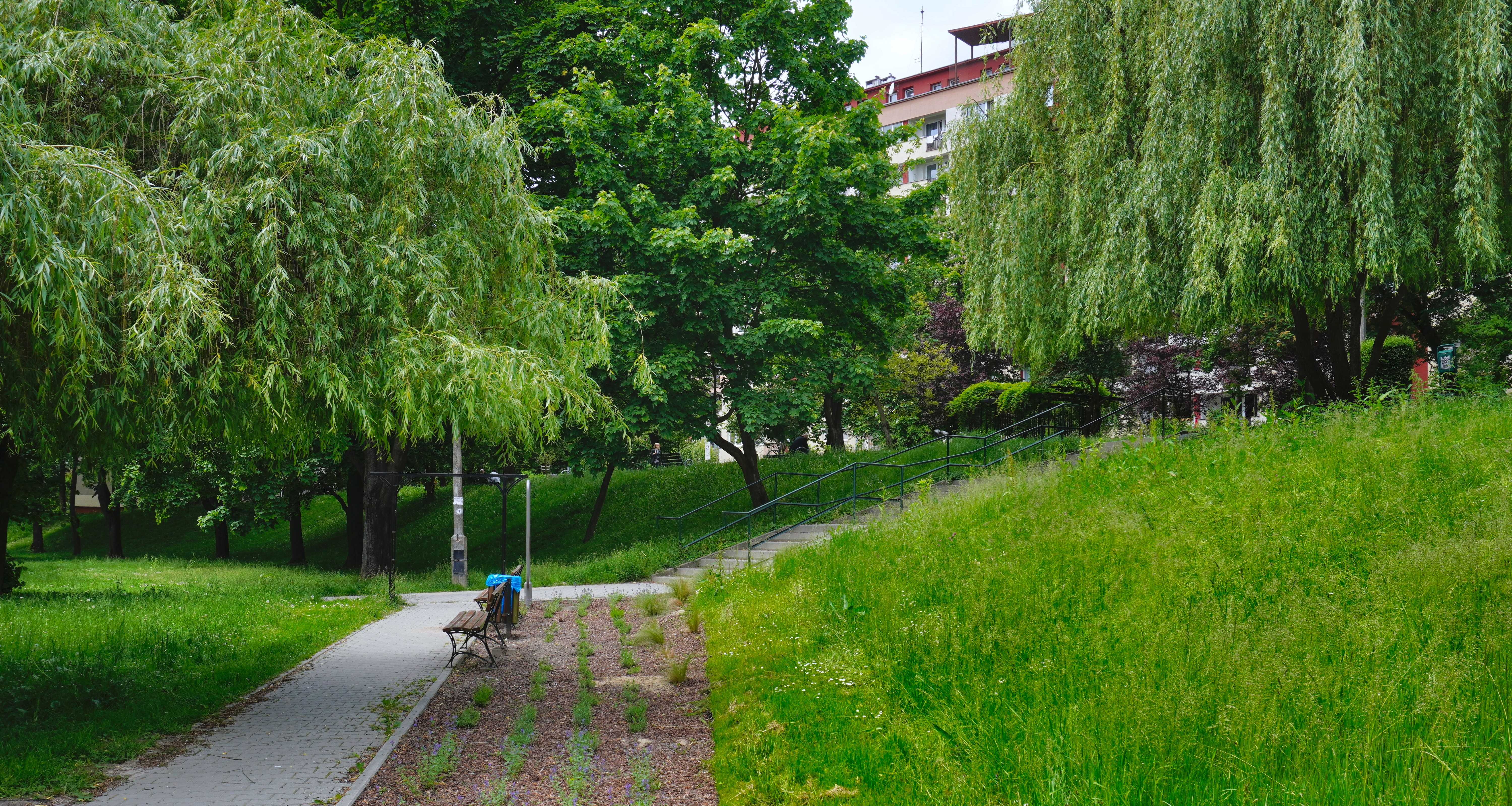
Wnętrze osiedla, w tle – blok przy ul. Ugorek 1
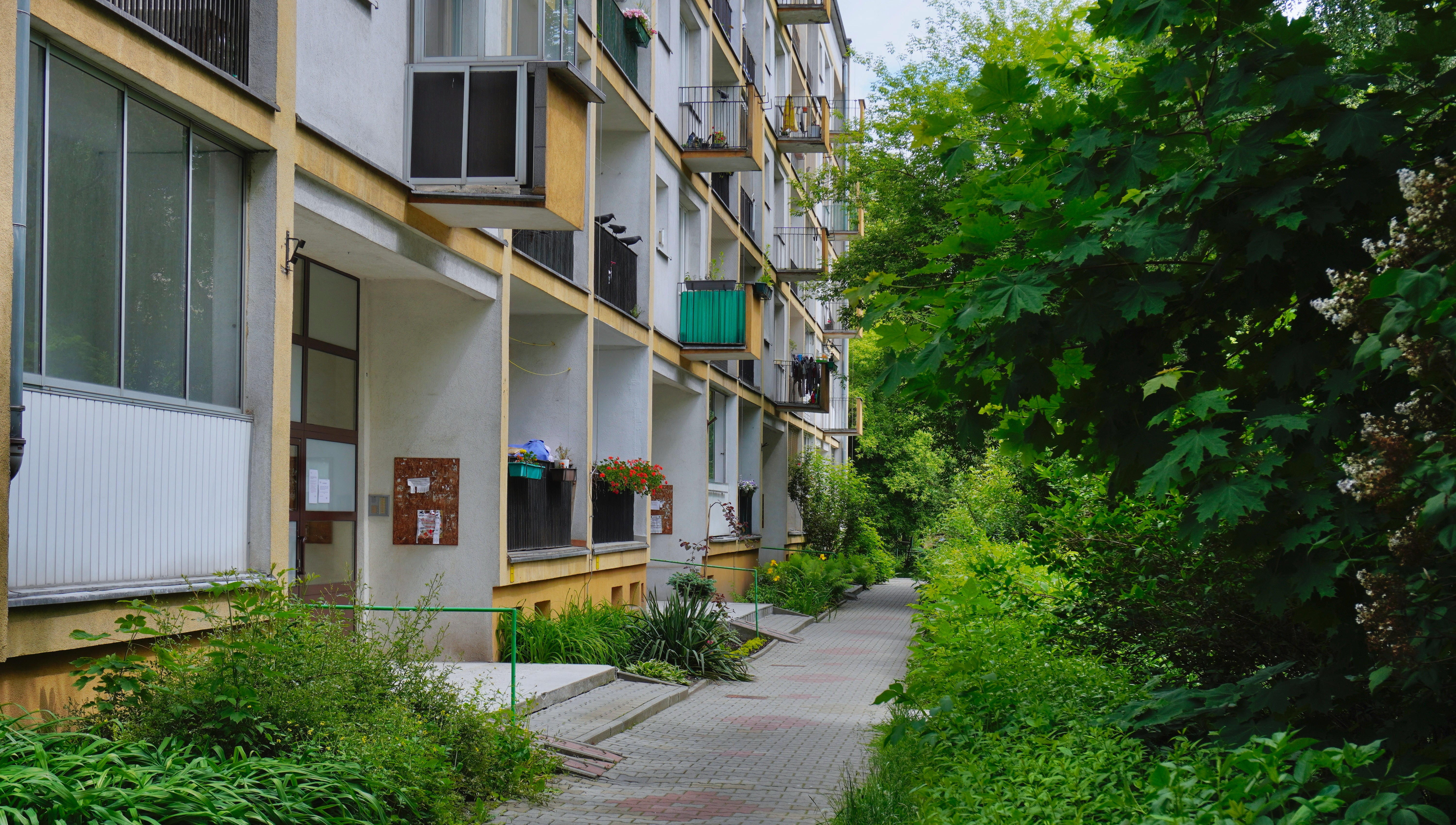
Blok przy ul. Pawła Włodkowica 5
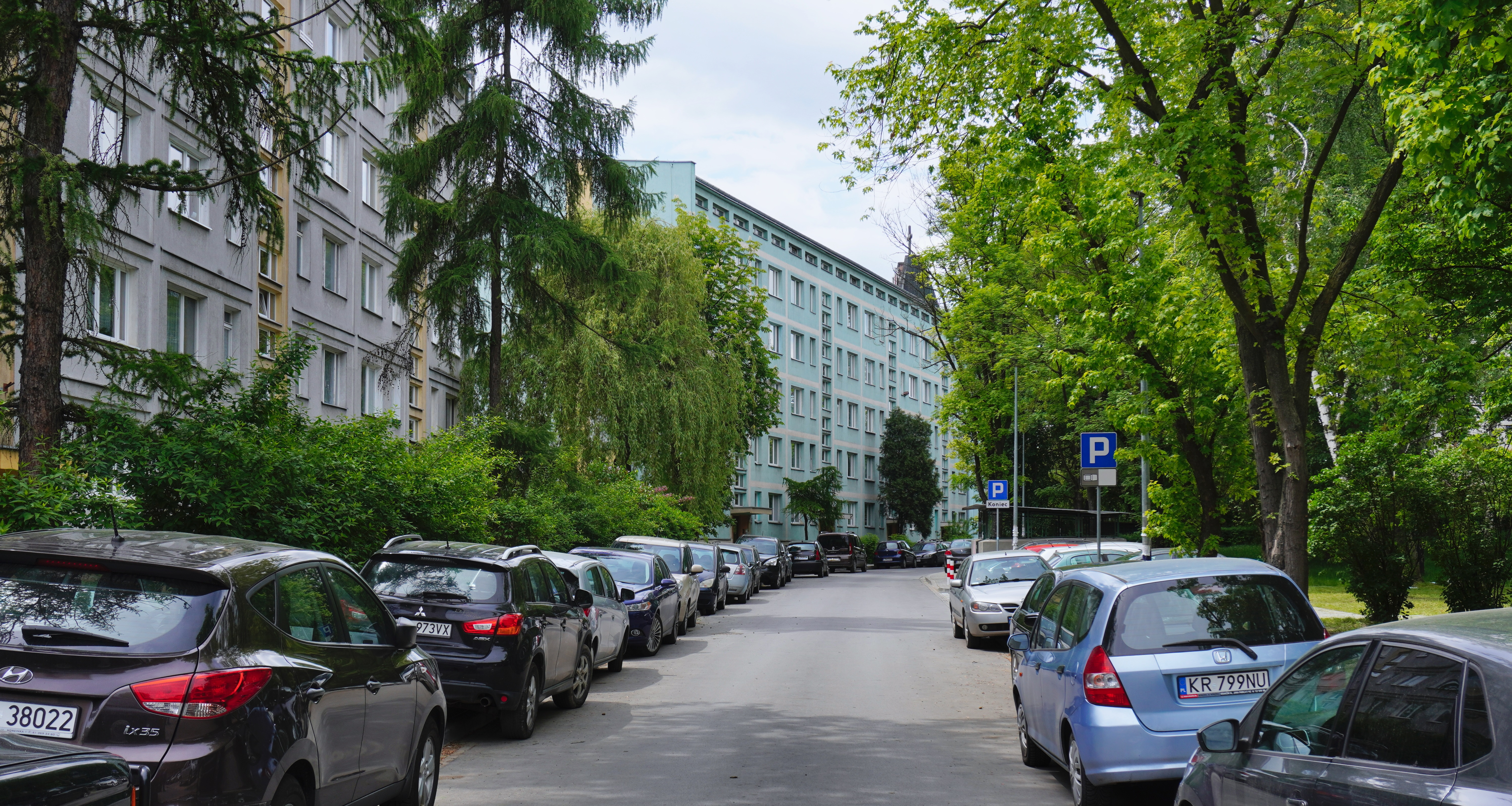
Ulica Pawła Włodkowica, widok na zachód, bloki 4 i 2 przy ulicy, ponad blokami widoczna wieża kościoła Matki Boskiej Ostrobramskiej
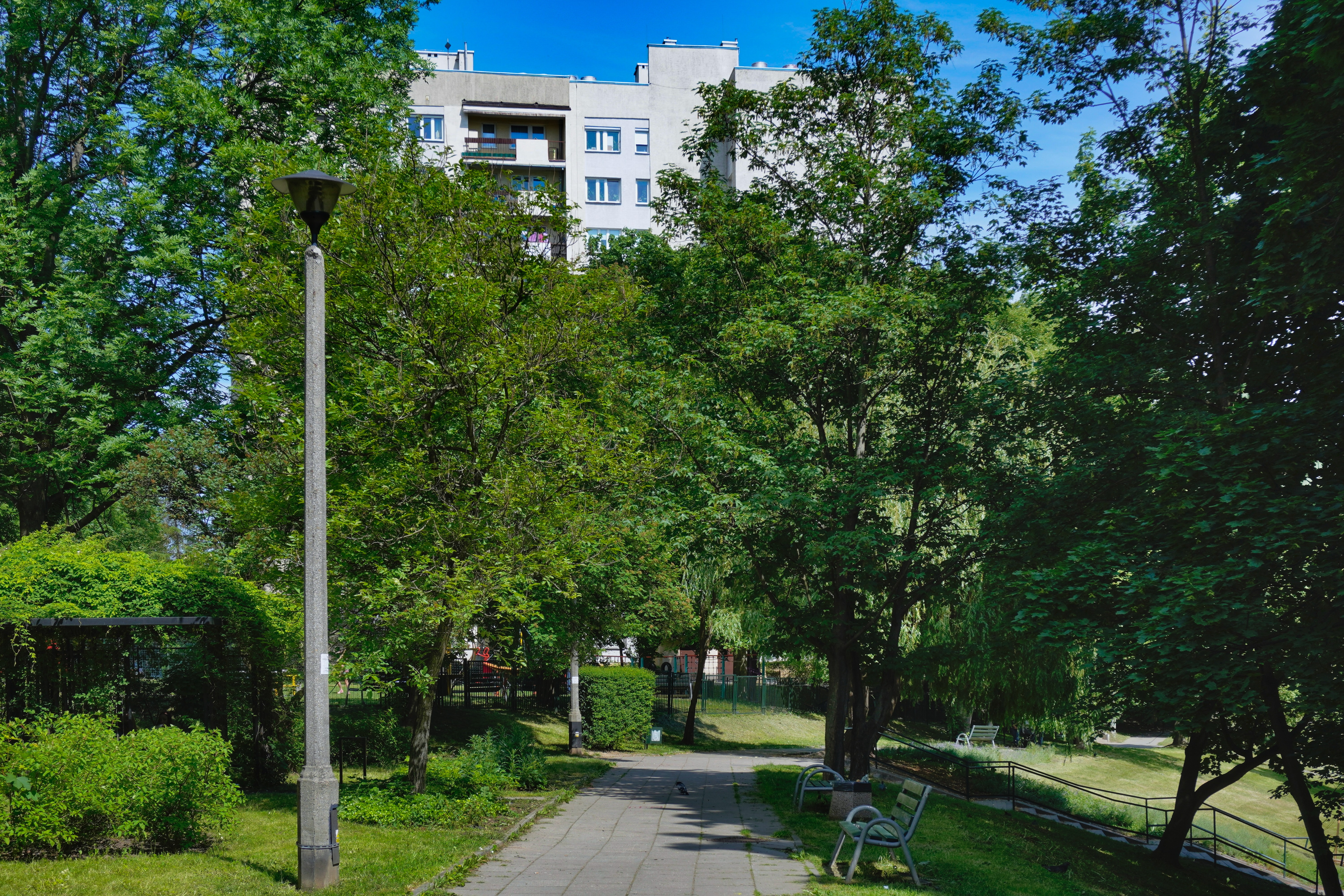
Wnętrze osiedla, w tle – blok przy ul. Ułanów 38A
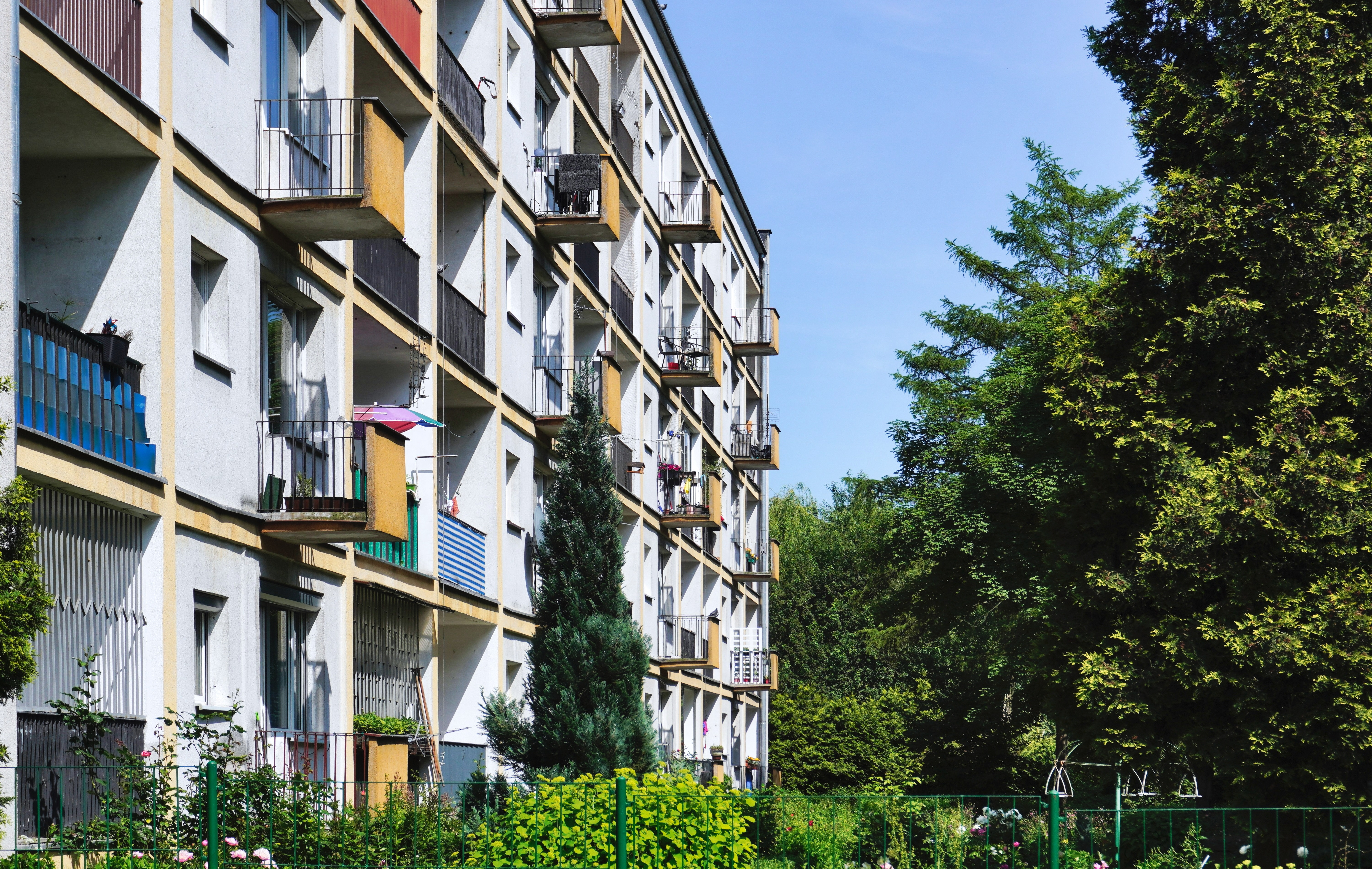
Wnętrze osiedla, blok przy ul. Pawła Włodkowica 4
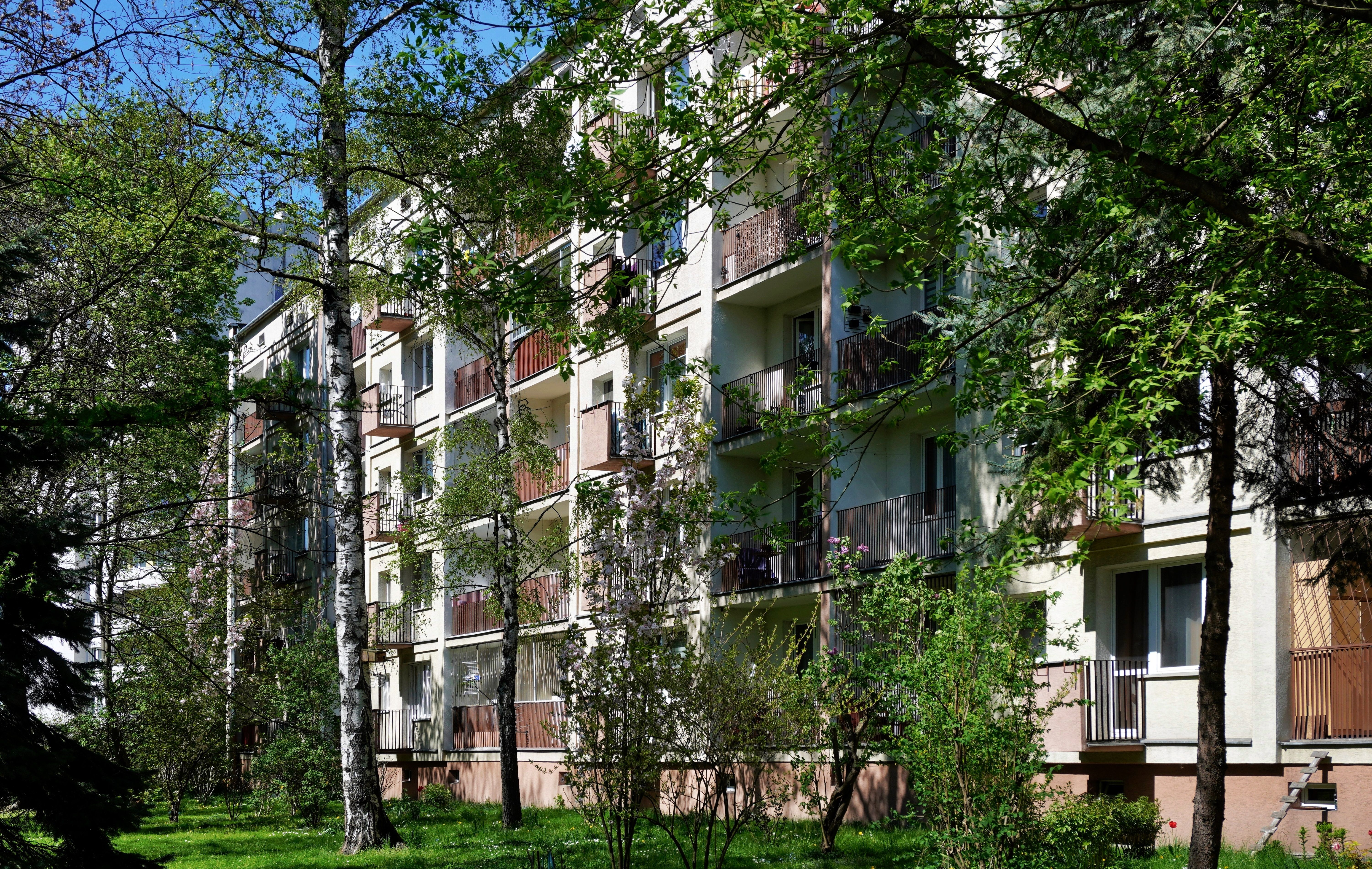
Wnętrze osiedla, blok przy ul. Ugorek 3

## Komunikacja
Przy osiedlu przez Aleję Jana Pawła II kursują tramwaje na głównej linii łączącej Nową Hutę i Stare Miasto. Z osiedla przez osiedle Ugorek jeździła do końca lat 80. linia autobusowa nr 113, z przystankami końcowymi na Wieczystej i Dworcu Głównym. Następnie przekształcona w linię nr 124, która łączy obecnie Wieczystą z centrum miasta i Osiedlem Podwawelskim.

## Sport
Na terenie dzielnicy działa klub sportowy Wieczysta Kraków założony w 1942.